# Tyron Woodley
Tyron Woodley (Ferguson, 17 aprile 1982) è un artista marziale misto, pugile e attore statunitense.
Ha combattuto nella categoria dei pesi welter per l'organizzazione statunitense UFC, nella quale è stato campione di categoria dal 2016 al 2019.
In precedenza è stato un contendente al titolo Strikeforce nel 2012, venendo sconfitto da Nate Marquardt.

## Carriera nelle arti marziali miste

### Inizi
Woodley vanta un ottimo background nella lotta libera a livello scolastico: ai tempi della high school è stato vicecampione statale nel 1999 e campione statale del Missouri nel 2000, anno nel quale venne insignito con il titolo di all-american; dal 2003 al 2005 è stato capitano della squadra di lotta libera dell'università del Missouri, con la quale ha vinto un titolo Big 12 Conference nel 2003 ed ha ottenuto un secondo posto nel 2005, divenendo un all-american NCAA per due volte proprio in quei due anni.
Ha preso parte anche al campionato nazionale universitario nel 2006, arrivando secondo, e lo stesso anno partecipò anche ai tornei regionali per la federazione Real Pro Wrestling.
Dopo diversi incontri amatoriali di arti marziali miste Woodley entra nel professionismo delle MMA nel 2009, vincendo un paio di incontri in leghe minori.

### Strikeforce
Woodley firma un contratto con la prestigiosa Strikeforce nel giugno 2009.
Esordisce contro Sal Woods, vincendo per sottomissione nel primo round.
Successivamente si impone per sottomissione anche contro il wrestler Zach Light, grazie ad una leva al braccio effettuata durante la seconda ripresa.
Quell'anno Woodley venne premiato come prospetto dell'anno dalla ULTMMA.
Nel 2010 affronta il karateka Rudy Bears, vincendo per strangolamento nel primo round.
T-Wood non arresta la propria scalata da imbattuto e lo stesso anno batte anche l'ex campione SportFight Nathan Coy ai punti, nonché mette KO in meno di due minuti il campione del mondo di jiu jitsu brasiliano André Galvão.
Quell'anno la Strikeforce stessa lo indicò come la rivelazione dell'anno, conferendogli il riconoscimento 2010 Rising Star of the Year.
Nel 2011 sconfisse ai punti il karateka belga Tarec Saffiedine, facendo buon uso delle proprie doti nel grappling; a quel punto, con un record personale di 8-0 ed un parziale in Strikeforce di 6-0, T-Wood assistette da spettatore al match valevole per la cintura dei pesi welter tra Nick Diaz e Paul Daley indossando una maglietta recante la scritta "I got next", a voler dire che meritava una chance per il titolo.
Lo stesso anno sostituì l'indisponibile Evangelista Santos e sfidò quindi Paul Daley, temibilissimo striker che si mise in luce anche nell'UFC e che perse la sfida per il titolo Strikeforce contro Nick Diaz: Woodley fece leva ancora una volta sulla sua abilità nella lotta libera ed ottenne una vittoria per decisione unanime dei giudici di gara.
Nel 2012 affrontò la giovane promessa canadese Jordan Mein, vincendo per decisione divisa e palesando dei limiti che lo portarono a fare un incontro di lay and pray, limitandosi solamente a tenere l'avversario a terra; nonostante la non brillante performance con un record personale di 10-0 Woodley ottenne finalmente la possibilità di lottare per il titolo di categoria, lasciato vacante da Nick Diaz che nel 2011 firmò un contratto con l'UFC.
La sfida per il titolo fu contro l'esordiente in promozione Nate Marquardt, grande stella dei pesi medi dell'UFC negli anni passati: Woodley patisce la prima sconfitta in carriera che avviene durante il quarto round in maniera brutale, ovvero grazie ad un KO per combinazione di gomitate e pugni in clinch da parte di Marquardt.

### Ultimate Fighting Championship
Nel 2013 l'UFC, principale promozione mondiale di arti marziali miste, completò l'accorpamento della Strikeforce al suo interno di fatto dismettendo quest'ultima, e di conseguenza Woodley venne aggiunto al già folto roster dei pesi welter dell'UFC.
Esordì in febbraio come sostituto dell'infortunato Erick Silva contro l'ex campione IFL Jay Hieron: il debutto fu eccezionale, in quanto Woodley stese il rivale in soli 36 secondi.
In giugno subì la sua prima sconfitta in UFC per mano dell'ex contendente al titolo ed ex campione Strikeforce Jake Shields per una dubbia decisione dei giudici di gara.
Nel novembre dello stesso anno ottenne la più importante vittoria della sua carriera fino a quel momento, riuscendo a stendere in maniera spettacolare l'eterno top fighter dei pesi welter Josh Koscheck, ottenendo anche il riconoscimento Knockout of the Night.
Nel 2014 ottenne una grandissima vittoria contro il numero 2 della divisione, ex campione WEC ed ex contendente al titolo Carlos Condit: Woodley si dimostrò superiore durante il primo round e dopo due minuti della seconda ripresa l'avversario s'infortunò ad un ginocchio e Tyron ottenne così una vittoria molto importante.
Lo stesso anno Woodley, a quel punto classificato come il numero 3 dei ranking, affrontò il nuovo numero 2 della classifica Rory MacDonald in una sfida che probabilmente avrebbe premiato il vincitore con la possibilità di sfidare il campione in carica Johny Hendricks: Woodley venne dominato in tutti e tre i round.
In agosto sconfisse il top fighter sudcoreano Kim Dong-Hyun per KO in un minuto, ottenendo il riconoscimento Performance of the Night.
Nel gennaio del 2015 sconfigge per decisione non unanime l'imbattuto talento Kelvin Gastelum. A ottobre doveva affrontare Johny Hendricks, in un match valido come eliminatoria per il titolo dei pesi welter UFC. Tuttavia, durante la verifica del peso, Hendricks venne rimosso dall'incontro a causa di calcoli renali e di un blocco intestinale causato dall'eccessivo taglio del peso. Lo stesso Woodley venne rimosso dalla card.

#### Ritorno e vittoria del titolo dei pesi welter
Dopo quasi un anno e mezzo lontano dalle competizioni, Woodley tornò nell'ottagono il 30 luglio del 2016 per affrontare il campione dei pesi welter Robbie Lawler nel main event di UFC 201. All'inizio dell'incontro entrambi gli atleti cominciarono una fase di studio del proprio avversario, non tentando di effettuare nessun tipo di attacco. Dopo 2 minuti, Woodley andò a segno con un rapido gancio destro colpendo il campione in pieno volto; una volta al tappeto Tyron riuscì a finalizzarlo con una serie di colpi, vincendo così il match ed il titolo di categoria per KO. Con questa vittoria ottenne anche il premio Performance of the Night.
A novembre dovette difendere il titolo dall'assalto di Stephen Thompson. Alla prima ripresa, Woodley trovandosi in difficoltà con lo striking dell'avversario, decise di optare per un takedown; quindi portò al tappeto Stephen e da una posizione dominante andò a segno con il ground and pound. Dal secondo al terzo round, entrambi i lottatori si equivalsero con la lotta in piedi. Alla quarta ripresa, Woodley con uno scatto improvviso riuscì a colpire in pieno il volto di Thompson e continuando ad avanzare lo chiuse in un angolo, poi andò a segno con un'altra combinazione di colpi, riuscendo a farlo cadere al tappeto. A terra, Woodley continuò a riempirlo di colpi ma senza riuscire a finalizzarlo, allora tentò la via della sottomissione chiudendolo in una ghigliottina; sorprendentemente Thompson riuscì a resistere alla sottomissione e addirittura a liberarsi da essa. Alla fine i giudici decisero di assegnare una parità di maggioranza, con due giudici che votarono per il pareggio e il terzo per la vittoria del campione. Con il pareggio Woodley difese il titolo ed entrambi i lottatori vennero premiati con il riconoscimento Fight of the Night.
Il 4 marzo 2017 Woodley e Thompson si affrontano nel rematch per il titolo a UFC 209 e Woodley riesce ad imporsi con una vittoria per decisione a maggioranza.
Il 29 luglio, a UFC 214, Woodley difende per la terza volta il titolo contro il campione mondiale di BJJ Demian Maia, vincendo per decisione unanime. La performance, tuttavia, è stata molto deludente e ha segnato il record negativo per il minor numero di colpi scambiati in un match della UFC (la folla presente nell'arena ha più volte intonato il coro Boring!, cioè "noioso") e per questo il presidente Dana White ha deciso di annullare l'incontro tra Woodley e l'ex campione Georges St-Pierre.
L'8 settembre difende ancora il titolo contro l'imbattuto Darren Till, vincendo per sottomissione al secondo round e ottenendo il riconoscimento Perfomance of the Night e la cintura nera nel BJJ. Il regno da campione di Woodley si interrompe il 2 marzo 2019 nel co-main event di UFC 235 quando è sconfitto nettamente ai punti dallo sfidante Kamaru Usman.
Nel mese di aprile 2021, in seguito alla sua quarta sconfitta consecutiva nella promozione, Woodley è stato rilasciato dalla UFC.

#### Perdita del titolo
Il 2 marzo 2019 viene sconfitto per decisione unanime da Kamaru Usman, perdendo il titolo dopo quattro difese.

## Risultati nelle arti marziali miste
| Risultato | Record | Avversario       | Metodo                               | Evento                                          | Data              | Round | Tempo | Città                         | Note                                                          |
| --------- | ------ | ---------------- | ------------------------------------ | ----------------------------------------------- | ----------------- | ----- | ----- | ----------------------------- | ------------------------------------------------------------- |
| Sconfitta | 19-7-1 | Vicente Luque    | Sottomissione (Brabo Choke)          | UFC 260: Miocic vs. Ngannou 2                   | 27 marzo 2021     | 1     | 3:56  | Las Vegas, Stati Uniti        | Fight of the Night                                            |
| Sconfitta | 19-6-1 | Colby Covington  | KO Tecnico (infortunio alle costole) | UFC Fight Night: Covington vs. Woodley          | 19 settembre 2020 | 5     | 1:19  | Las Vegas, Stati Uniti        |                                                               |
| Sconfitta | 19–5–1 | Gilbert Burns    | Decisione (unanime)                  | UFC on ESPN: Woodley vs. Burns                  | 20 maggio 2020    | 5     | 5:00  | Las Vegas, Stati Uniti        |                                                               |
| Sconfitta | 19–4–1 | Kamaru Usman     | Decisione (unanime)                  | UFC 235: Jones vs. Smith                        | 2 marzo 2019      | 5     | 5:00  | Las Vegas, Stati Uniti        | Perde il titolo dei pesi welter UFC                           |
| Vittoria  | 19–3–1 | Darren Till      | Sottomissione (D'Arce choke)         | UFC 228: Woodley vs. Till                       | 8 settembre 2018  | 2     | 4:19  | Dallas, Stati Uniti           | Difende il titolo dei pesi welter UFC.Perfomance of the Night |
| Vittoria  | 18–3–1 | Demian Maia      | Decisione (unanime)                  | UFC 214: Cormier vs. Jones 2                    | 29 luglio 2017    | 5     | 5:00  | Anaheim, Stati Uniti          | Difende il titolo dei pesi welter UFC                         |
| Vittoria  | 17–3–1 | Stephen Thompson | Decisione (maggioranza)              | UFC 209: Woodley vs. Thompson 2                 | 4 marzo 2017      | 5     | 5:00  | Las Vegas, Stati Uniti        | Difende il titolo dei pesi welter UFC                         |
| Parità    | 16–3–1 | Stephen Thompson | Parità (maggioranza)                 | UFC 205: Alvarez vs. McGregor                   | 12 novembre 2016  | 5     | 5:00  | New York, Stati Uniti         | Difende il titolo dei pesi welter UFC. Fight of the Night     |
| Vittoria  | 16–3   | Robbie Lawler    | KO (pugni)                           | UFC 201: Lawler vs. Woodley                     | 30 luglio 2016    | 1     | 2:12  | Atlanta, Stati Uniti          | Vince il titolo dei pesi welter UFC. Performance of the Night |
| Vittoria  | 15–3   | Kelvin Gastelum  | Decisione (non unanime)              | UFC 183: Silva vs. Diaz                         | 31 gennaio 2015   | 3     | 5:00  | Las Vegas, Stati Uniti        | Incontro Catchweight (82 kg)                                  |
| Vittoria  | 14–3   | Kim Dong-Hyun    | KO Tecnico (pugni)                   | UFC Fight Night: Bisping vs. Le                 | 23 agosto 2014    | 1     | 1:01  | Cotai, Macao                  |                                                               |
| Sconfitta | 13–3   | Rory MacDonald   | Decisione (unanime)                  | UFC 174: Johnson vs. Bagautinov                 | 14 giugno 2014    | 3     | 5:00  | Vancouver, Canada             |                                                               |
| Vittoria  | 13–2   | Carlos Condit    | KO Tecnico (infortunio)              | UFC 171: Hendricks vs. Lawler                   | 15 marzo 2014     | 2     | 2:00  | Dallas, Stati Uniti           |                                                               |
| Vittoria  | 12–2   | Josh Koscheck    | KO (pugni)                           | UFC 167: St-Pierre vs. Hendricks                | 16 novembre 2013  | 1     | 4:38  | Las Vegas, Stati Uniti        | Knockout of the Night                                         |
| Sconfitta | 11–2   | Jake Shields     | Decisione (non unanime)              | UFC 161: Evans vs. Henderson                    | 15 giugno 2013    | 3     | 5:00  | Winnipeg, Canada              |                                                               |
| Vittoria  | 11–1   | Jay Hieron       | KO (pugni)                           | UFC 156: Aldo vs. Edgar                         | 2 febbraio 2013   | 1     | 0:36  | Las Vegas, Stati Uniti        | Debutto in UFC                                                |
| Sconfitta | 10–1   | Nate Marquardt   | KO (gomitate e pugni)                | Strikeforce: Rockhold vs. Kennedy               | 14 luglio 2012    | 4     | 1:39  | Portland, Stati Uniti         | Per il titolo dei Pesi Welter Strikeforce                     |
| Vittoria  | 10–0   | Jordan Mein      | Decisione (non unanime)              | Strikeforce: Rockhold vs. Jardine               | 7 gennaio 2012    | 3     | 5:00  | Las Vegas, Stati Uniti        |                                                               |
| Vittoria  | 9–0    | Paul Daley       | Decisione (unanime)                  | Strikeforce: Fedor vs. Henderson                | 30 luglio 2011    | 3     | 5:00  | Hoffman Estates, Stati Uniti  |                                                               |
| Vittoria  | 8–0    | Tarec Saffiedine | Decisione (unanime)                  | Strikeforce Challengers: Woodley vs. Saffiedine | 7 gennaio 2011    | 3     | 5:00  | Nashville, Stati Uniti        |                                                               |
| Vittoria  | 7–0    | André Galvão     | KO Tecnico (pugni)                   | Strikeforce: Diaz vs. Noons II                  | 9 ottobre 2010    | 1     | 1:48  | San Jose, Stati Uniti         |                                                               |
| Vittoria  | 6–0    | Nathan Coy       | Decisione (non unanime)              | Strikeforce Challengers: Lindland vs. Casey     | 21 maggio 2010    | 3     | 5:00  | Portland, Stati Uniti         |                                                               |
| Vittoria  | 5–0    | Rudy Bears       | Sottomissione (triangolo di braccio) | Strikeforce Challengers: Woodley vs. Bears      | 20 novembre 2009  | 1     | 2:52  | Kansas City, Stati Uniti      |                                                               |
| Vittoria  | 4–0    | Zach Light       | Sottomissione (armbar)               | Strikeforce Challengers: Kennedy vs. Cummings   | 25 settembre 2009 | 2     | 3:38  | Bixby, Stati Uniti            |                                                               |
| Vittoria  | 3–0    | Salvador Woods   | Sottomissione (brabo choke)          | Strikeforce: Lawler vs. Shields                 | 6 giugno 2009     | 1     | 4:20  | Saint Louis, Stati Uniti      | Debutto in Strikeforce                                        |
| Vittoria  | 2–0    | Jeff Carstens    | Sottomissione (rear naked choke)     | Respect Is Earned: Brotherly Love Brawl         | 30 aprile 2009    | 1     | 0:48  | Upper Providence, Stati Uniti |                                                               |
| Vittoria  | 1–0    | Steve Schneider  | KO Tecnico (Sottomissione ai pugni)  | Headhunter Productions: The Patriot Act 1       | 7 febbraio 2009   | 1     | 1:09  | Columbia, Stati Uniti         |                                                               |

## Record di boxe professionistica
| Nr. | Risultato | Record | Avversario | Metodo | Round, tempo | Data             | Luogo                                       |
| --- | --------- | ------ | ---------- | ------ | ------------ | ---------------- | ------------------------------------------- |
| 2   | Sconfitta | 0-2    | Jake Paul  | KO     | 6 (8) 2:12   | 18 dicembre 2021 | Amalie Arena, Tampa, Florida                |
| 1   | Sconfitta | 0-1    | Jake Paul  | SD     | 8            | 29 agosto 2021   | Rocket Mortgage FieldHouse, Cleveland, Ohio |

## Filmografia parziale
- Escape Plan 2 - Ritorno all'inferno (Escape Plan 2: Hades), regia di Steven C. Miller (2018)
- Acque Buie (Cut Throat City), regia di Robert Fitzgerald Diggs (2020)
- Cobra kai - Serie tv (2022)